# Xylopia elliotii
Xylopia elliotii är en kirimojaväxtart som beskrevs av Adolf Engler och Friedrich Ludwig Diels. Xylopia elliotii ingår i släktet Xylopia och familjen kirimojaväxter. IUCN kategoriserar arten globalt som sårbar. Inga underarter finns listade i Catalogue of Life.